# Saison 2016 de l'équipe cycliste Orica-AIS
La Saison 2016 de l'équipe cycliste Orica-AIS est la cinquième de la formation. La principale recrue 2016 est la vainqueur de la Coupe du monde 2011 et spécialiste du contre-la-montre néerlandaise Annemiek van Vleuten. Loren Rowney et Tayler Wiles renforcent également l'effectif. Au niveau des départs, la leader depuis 2013 Emma Johansson quitte l'équipe, tout comme la sprinteuse italienne Valentina Scandolara et la pistarde Melissa Hoskins. Enfin, Loes Gunnewijk prend sa retraite.
Annemiek van Vleuten effectue une saison régulière, en se classant plusieurs fois dans les dix premières places des classiques de printemps et en remportant le titre de championne des Pays-Bas du contre-la-montre. Sa saison est surtout marquée par la course en ligne des Jeux olympiques de Rio, où elle est seule en tête à moins de dix kilomètres de l'arrivée. Une grave chute dans la descente lui fait cependant perdre la médaille olympique. Elle remporte ensuite le Tour de Belgique. Gracie Elvin confirme ses bonnes dispositions sur les classiques en finissant deuxième du Tour de Drenthe. Katrin Garfoot gagne le championnat d'Australie du contre-la-montre et obtient une médaille de bronze sur les championnats du monde de la discipline. Enfin Amanda Spratt devient championne d'Australie sur route et gagne une étape du Tour de Thuringe. En fin de saison, la formation est sixième du classement UCI et septième de l'UCI World Tour. Sur le plan individuel, Annemiek van Vleuten est treizième du classement UCI et vingt-troisième de l'UCI World Tour.

## Préparation de la saison

### Partenaires et matériel de l'équipe
Le partenaire principal de l'équipe est le groupe chimique australien Orica. L'Australian Institute of Sport est le partenaire secondaire. Le fabricant de caravanes et camping-car Jayco apporte également son soutien.
Les cycles sont fournis par Scott. Le cadre est un Foil HMX Net Carbon. Les vélos sont équipés de groupe Shimano Dura-Ace Di2. Les accessoires sont livrés par la société Pro, les selles sont des Prologo Zero II, les roues sont des Shimano Dura-Ace C50 et Shimano Dura-Ace C35.

### Arrivées et départs

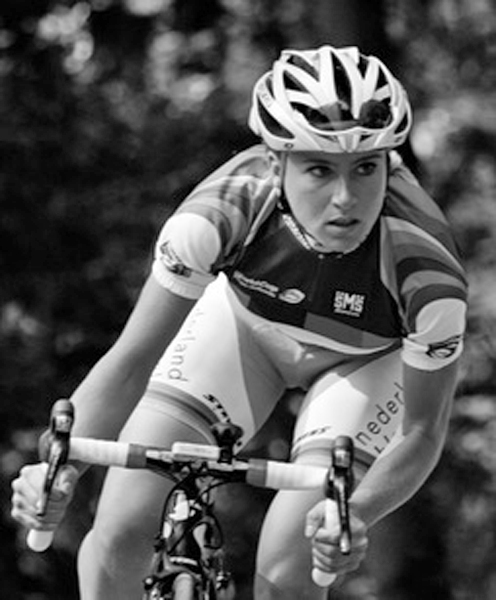
Annemiek van Vleuten rejoint l'équipe

La principale recrue 2016 est la vainqueur de la Coupe du monde 2011 et spécialiste du contre-la-montre néerlandaise Annemiek van Vleuten. Deux membres de l'équipe Velocio-SRAM rejoignent Orica-AIS. Il s'agit de la baroudeuse Loren Rowney et de la spécialiste du contre-la-montre et vainqueur du Tour de l'Ardèche Tayler Wiles.
Au niveau des départs, la leader depuis 2013 Emma Johansson quitte l'équipe. La sprinteuse italienne Valentina Scandolara rejoint l'équipe Cylance. La pistarde Melissa Hoskins ne fait également plus officiellement partie de l'effectif. Enfin, Loes Gunnewijk prend sa retraite.
| Arrivées             | Équipe 2015  |
| -------------------- | ------------ |
| Loren Rowney         | Velocio-SRAM |
| Annemiek van Vleuten | Bigla        |
| Tayler Wiles         | Velocio-SRAM |

| Départs              | Équipe 2016  |
| -------------------- | ------------ |
| Loes Gunnewijk       | Retraite     |
| Melissa Hoskins      |              |
| Emma Johansson       | Wiggle Honda |
| Valentina Scandolara | Cylance      |

## Effectif et encadrement

### Effectif
| Effectif 2016                    | Effectif 2016     | Effectif 2016 | Effectif 2016                          |
| Cycliste                         | Date de naissance | Pays          | Équipe précédente                      |
| -------------------------------- | ----------------- | ------------- | -------------------------------------- |
| Jessica Allen (24 juin–31 déc.)  | 17 avril 1993     | Australie     | Vienne Futuroscope (2013)              |
| Jenelle Crooks (24 juin–31 déc.) | 2 juillet 1994    | Australie     |                                        |
| Gracie Elvin                     | 31 octobre 1988   | Australie     | Faren-Honda (2012)                     |
| Katrin Garfoot                   | 8 octobre 1981    | Australie     |                                        |
| Alexandra Manly                  | 28 février 1996   | Australie     |                                        |
| Chloe McConville                 | 1 octobre 1987    | Australie     |                                        |
| Rachel Neylan                    | 9 mars 1982       | Australie     | Hitec Products UCK (2013)              |
| Loren Rowney                     | 14 octobre 1988   | Australie     | Velocio-SRAM (2015)                    |
| Sarah Roy                        | 27 février 1986   | Australie     | Poitou-Charentes.Futuroscope.86 (2014) |
| Amanda Spratt                    | 17 septembre 1987 | Australie     |                                        |
| Macey Stewart                    | 16 janvier 1996   | Australie     |                                        |
| Annemiek van Vleuten             | 8 octobre 1982    | Pays-Bas      | Bigla (2015)                           |
| Tayler Wiles                     | 20 juillet 1989   | États-Unis    | Velocio-SRAM (2015)                    |
| Lizzie Williams                  | 15 août 1983      | Australie     |                                        |
|                                  |                   |               |                                        |
| Source : Cycling Archives        |                   |               |                                        |

### Encadrement
L'encadrement est le même que l'année précédente. Kevin Tabotta est le représentant de l'équipe auprès de l'UCI. Gene Bates est le directeur sportif et est assisté par Martin Barras.

## Déroulement de la saison

### Janvier

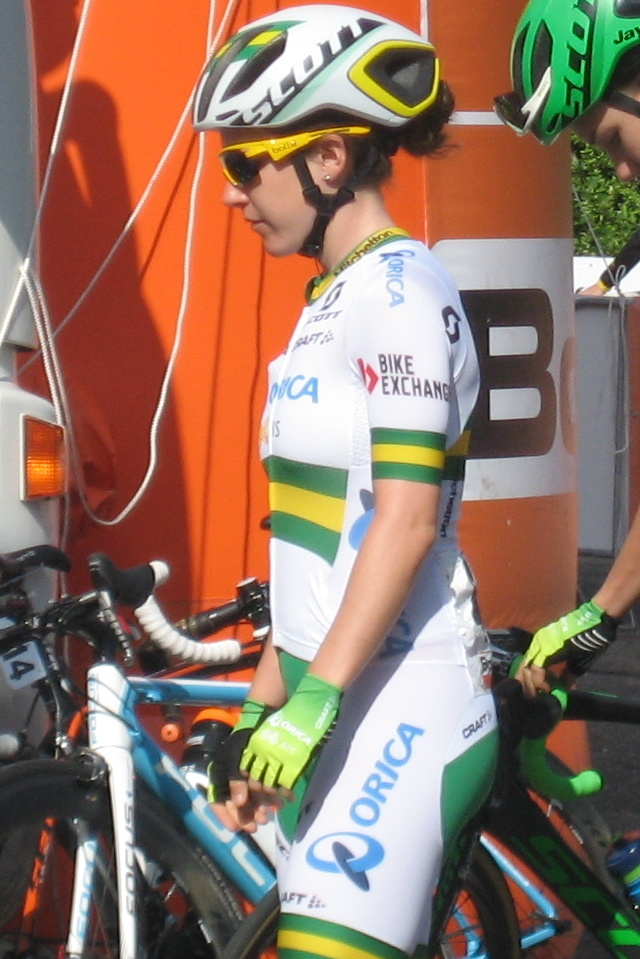
Amanda Spratt est championne d'Australie 2016

À la Cadel Evans Great Ocean Road Race, l'équipe contrôle la course. À une trentaine de kilomètres de l'arrivée, Rachel Neylan attaque  avec Chloe Hosking, mais les deux coureuses sont reprises. Sur le circuit final, Amanda Spratt accélère et a douze secondes d'avance à neuf kilomètres du but. Derrière, Danielle King tente de rejoindre l'Australie, mais elle est marquée par Rachel Neylan. Amanda Spratt s'impose. Rachel Neylan devance au sprint Danielle King.

### Février
Au Tour du Qatar, après une première étape où Lizzie Williams se classe troisième derrière Kirsten Wild et Annalisa Cucinotta, l'équipe prend l'échappée de vingt-cinq coureuses durant la deuxième étape. À trois kilomètres de la ligne, Katrin Garfoot, Romy Kasper, Amy Pieters et Trixi Worrack se détachent. La première prend son relais et remarque que les autres ont laissé un trou. Elle décide donc de partir seule et obtient ainsi la victoire. Les poursuivantes arrivent près d'une minute après les quatre coureuses. Katrin Garfroot prend donc la tête du classement général. Le lendemain, une bordure se déclenche dès le premier kilomètre sans Katrin Garfoot, mais avec Trixi Worrack et Gracie Elvin. Cette dernière finit sixième mais Katrin Garfoot perd son maillot jaune. Lizzie Williams se classe neuvième de l'ultime étape. Finalement Katrin Garfoot est quatrième et Gracie Elvin cinquième du classement général.
Au circuit Het Nieuwsblad, dix kilomètres après le Molenberg, Lizzie Armitstead se détache du peloton et est suivie par Gracie Elvin, qui ne coopère pas. Après un moment de surplace, la Britannique parvient à se défaire de l'Australienne. Annemiek van Vleuten est onzième. Aux Strade Bianche, Annemiek van Vleuten parvient à suivre les meilleures dans les secteurs gravillons, mais ne suit pas l'attaque décisive. Elle se classe septième.

### Mars
Au Tour de Drenthe, Chantal Blaak accélère dans le dernier secteur pavé situé à soixante-et-un kilomètres de l'arrivée. Elle est suivie par Anna van der Breggen, Trixi Worrack et Gracie Elvin. Les quatre coureuses se disputent la victoire. Gracie Elvin lance le sprint mais se fait remonter par Chantaal Blaak. Elle est donc deuxième. Le lendemain, au Drentse 8, elle fait partie de l'échappée de treize coureuses qui se détachent dans le mont VAM. Au sprint, elle est septième. Au Trofeo Alfredo Binda-Comune di Cittiglio, à vingt-cinq kilomètres de l'arrivée, dans la montée vers Orino, un groupe de huit coureuses se détache. Il est composé d'Elizabeth Armitstead, Megan Guarnier, Anna van der Breggen, Katarzyna Niewiadoma, Emma Johansson, Annemiek van Vleuten , Alena Amialiusik et Jolanda Neff. Il prend rapidement un avantage de plus d'une minute sur ses poursuivantes. Jolanda Neff attaque ensuite à Cuvio. Dans l'ultime ascension vers Orino, Elizabeth Armitstead attaque à son tour. Annemiek van Vleuten se classe huitième de la course. À Gand-Wevelgem, Annemiek van Vleuten tente, avec Emma Johansson et Lisa Brennauer, de suivre l'attaque de Chantal Blaak, mais sans succès. Elle se classe sixième de la course.

### Avril

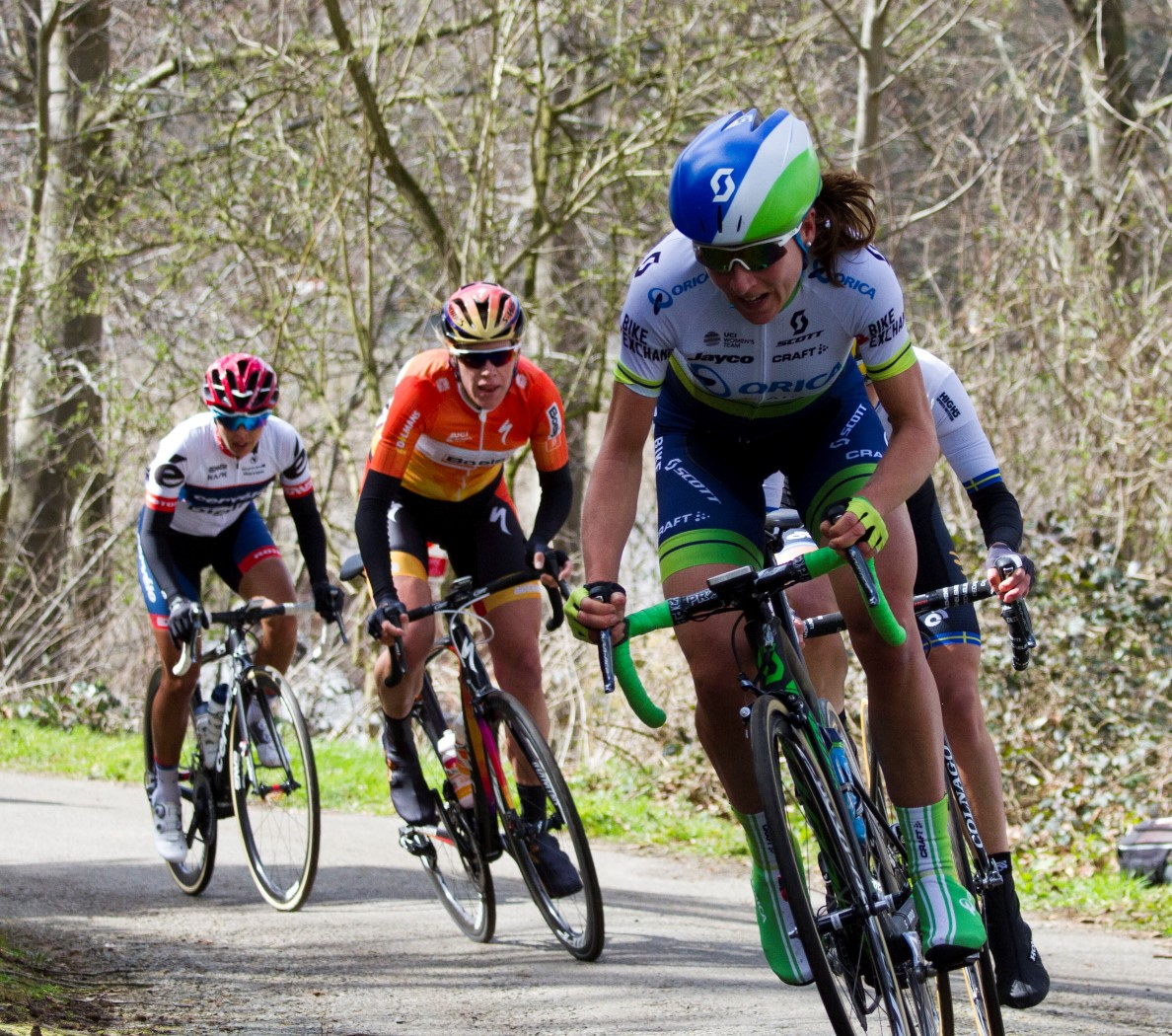
Annemiek van Vleuten à Gand-Wevelgem

Au Tour des Flandres, Annemiek van Vleuten suit les meilleures et se classe septième. Gracie Elvin est également dans le groupe de tête après le Kanarieberg, toutefois elle perd les roues dans le vieux Quaremont. Elle est finalement onzième.
À la Flèche wallonne, sept athlètes se détachent dans la côte de Cherave : Anna van der  Breggen, Katarzyna Niewiadoma, Evelyn Stevens, Megan Guarnier, Elisa Longo Borghini, Alena Amialiusik et Katrin Garfoot. Cette dernière se classe finalement huitième, Annemiek Van Vleuten est quatorzième,.

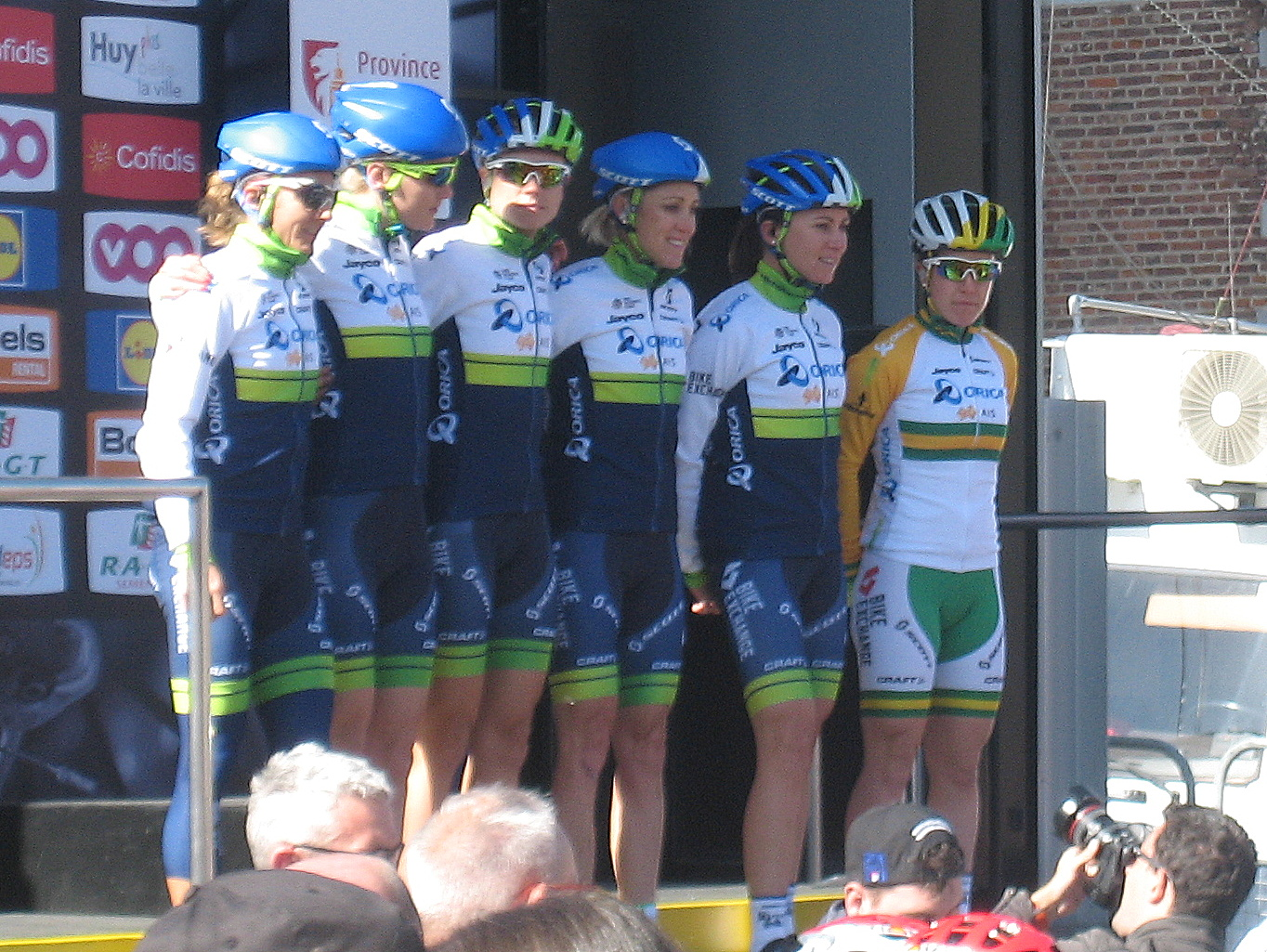
À la Flèche wallonne

Au Festival luxembourgeois du cyclisme féminin Elsy Jacobs, Annemiek van Vleuten remporte le prologue avec quatre secondes d'avance. Katrin Garfoot est sixième. La Néerlandaise perd son maillot de leader le lendemain par le jeu des bonifications au profit de Lotta Lepistö. Sur la dernière étape, Katrin Garfoot et Rachel Neylan font partie de l'échappée de dix coureuses qui prend une grande avance. Finalement, Katrin Garfoot gagne le sprint du groupe et se classe donc deuxième de l'étape derrière Katarzyna Niewiadoma. Elle est également deuxième du classement général. Annemiek van Vleuten s'adjuge le classement par points.

### Mai
À Gooik-Geraardsbergen-Gooik, une échappée se forme en début de course. Elle est constituée de deux coureuses très puissances en : Emma Johansson et Annemiek van Vleuten. Leur avance atteint une minute trente. Elles sont néanmoins reprises dans les derniers kilomètres. Au sprint, Gracie Elvin s'impose.

### Juin
Aux Auensteiner-Radsporttage, Annemiek van Vleuten fait partie du groupe de favorites qui se dispute la victoire sur la première étape. Elle domine le lendemain le contre-la-montre et prend la tête du classement général. Sur la dernière étape, elle ne parvient cependant pas à suivre Ashleigh Moolman et termine l'épreuve à la troisième place. 
Au Women's Tour, Gracie Elvin se classe quatrième de la deuxième étape au sprint. Sur la troisième étape,  Amanda Spratt fait partie du groupe de onze échappées qui compte jusqu'à deux minutes d'avance. Dans le deuxième prix de la montagne trois favorites accélèrent : Lizzie Armitstead, Ashleigh Moolman et Elisa Longo Borghini. Elles reviennent immédiatement sur la tête de la course. À quinze kilomètres de l'arrivée, la championne du monde attaque de nouveau, suivie par la Sud-Africaine. Elisa Longo Borghini et Amanda Spratt partent à leur chasse et les rejoignent. Dans le sprint sur secteur pavé, Amanda Spratt prend la quatrième place. Elle remonte à la même position au classement général. Elle perd une place le lendemain. La dernière étape n'apportant pas de modification au classement général, elle termine cinquième de l'épreuve.
À la fin du mois, Annemiek van Vleuten devient championne des Pays-Bas du contre-la-montre avec une minute quarante-et-une d'avance sur Chantal Blaak, sa plus proche poursuivante. Elle déclare qu'il s'agit de son meilleur contre-la-montre jusqu'alors.

### Juillet
Sur le Tour de Thuringe, Annemiek van Vleuten se classe sixième de la deuxième étape après avoir fait plusieurs tentatives d'échappée dans le final,. Sur la troisième étape, un groupe avec Gracie Elvin, Chantal Blaak et Vita Heine s'extirpe du peloton. Olga Zabelinskaya mène le peloton en personne pour revenir sur les échappées. Elles sont reprises à sept kilomètres de l'arrivée. Annemiek van Vleuten finit néanmoins cinquième du sprint massif. Sur le contre-la-montre long de 19 km, elle est battue pour vingt-quatre secondes par Ellen van Dijk. Elle remonte à la deuxième place du classement général. Le lendemain, Gracie Elvin s'échappe en compagnie de Linda Villumsen. Leur avance atteint les deux minutes. Dans une des dernières montées de la journée la première ne parvient plus à suivre Linda Villumsen. Elle est cependant reprise plus loin. Annemiek van Vleuten participe une nouvelle fois au sprint final et se classe troisième. La sixième étape est le théâtre de manœuvre tactique de la part de la formation Orica-AIS. Le profil particulièrement difficile de l'étape produit une sélection dans le peloton qui se présente au pied de la principale ascension de la journée fort de seulement seize coureuses. Dans celle-ci, Amanda Spratt et Elena Cecchini attaquent et distancent leurs poursuivantes. Leur coopération est bonne et elles passent la ligne d'arrivée avec plus de quatre minutes d'avance. Elle se départage au sprint et comme la veille Elena Cecchini doit se contenter de la deuxième place. Amanda Spratt devient deuxième du classement général à plus de trois minutes de l'Italienne néanmoins. Annemiek van Vleuten règle le groupe des poursuivantes. Sur la dernière étape, Annemiek van Vleuten décide de partir seule en tête et compte jusqu'à une minute d'avance sur le peloton. Un groupe de huit coureuses la poursuit. Annemiek van Vleuten est victime d'un problème mécanique. Après un changement de vélo, elle repart mais avec une avance réduite à trente secondes. Elle est finalement reprise, et le peloton rejoint le groupe de tête. Une nouvelle échappée se forme alors avec Coryn Rivera, Moniek Tenniglo, Amy Pieters, Tatiana Guderzo, Nicole Hanselmann et Rachel Neylan. L'écart monte rapidement à deux minutes. Rachel Neylan se classe troisième. Au classement général, il n'y a pas de changement majeur. Amanda Spratt est deuxième du classement général, Annemiek van Vleuten quatrième. Orica-AIS remporte le classement par équipes.

### Août

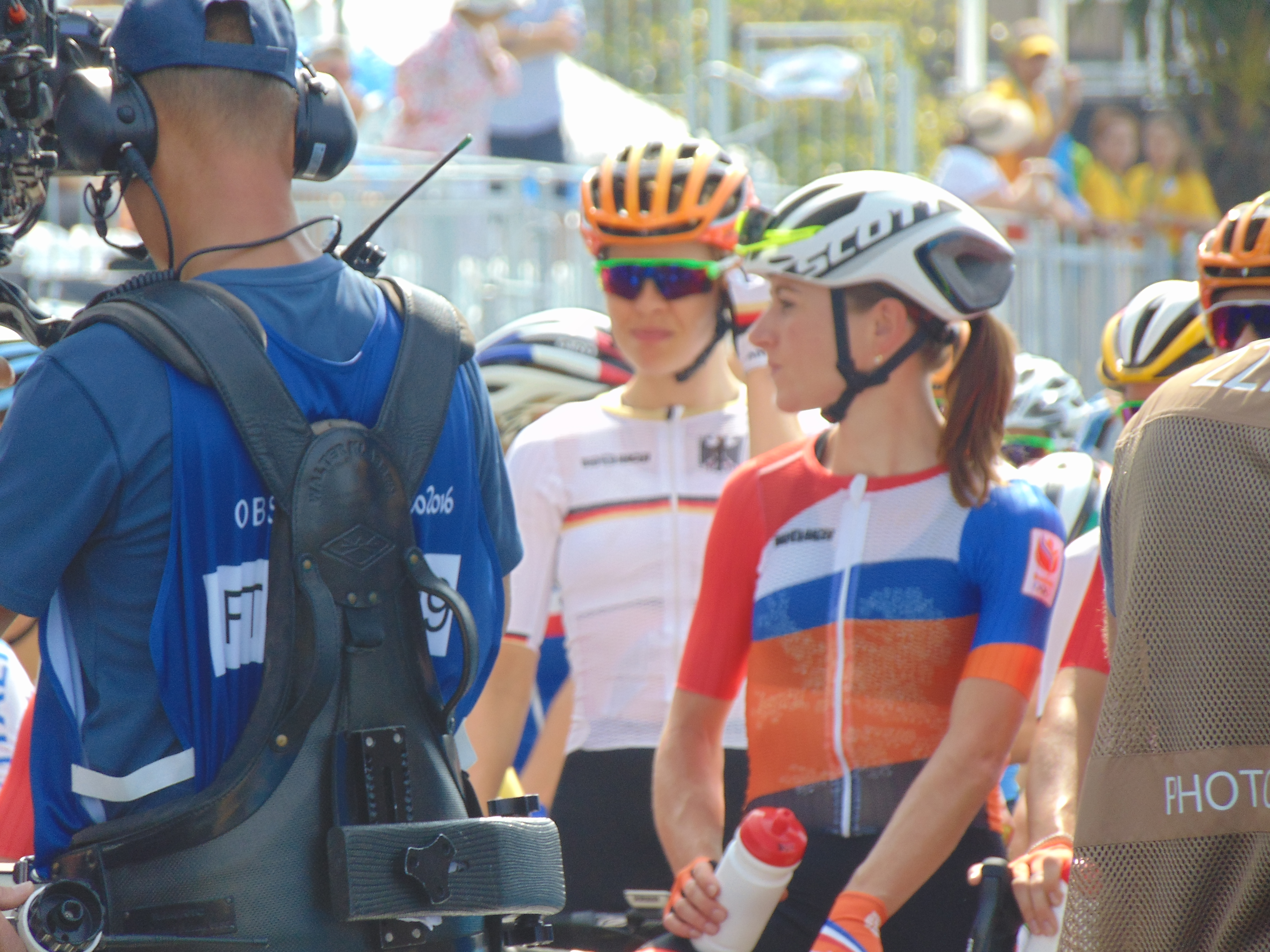
Annemiek van Vleuten au départ de la course olympique

Aux Jeux olympiques de Rio, l'intégralité de l'équipe d'Australie au départ de la course en ligne fait partie de la formation Orica-AIS : Gracie Elvin, Katrin Garfoot, Rachel Neylan et Amanda Spratt. Annemiek van Vleuten est également présente avec l'équipe des Pays-Bas.
Lors de la course en ligne olympique, Gracie Elvin tente de rejoindre un groupe d'échappée mais est prise en chasse par Marianne Vos. Annemiek van Vleuten est une des rares à parvenir à suivre le rythme imprimé par Mara Abbott dans l'ascension de la Vista Chinesa. À mi-côte, elles ne sont plus que quatre en tête : Elisa Longo Borghini, Mara Abbott, Anna van der Breggen et Annemiek van Vleuten. Emma Johansson est quelques mètres derrière. Jouant le surnombre, Annemiek van Vleuten attaque sur un replat. Mara Abbott est la seule à suivre. Elle tente de décrocher la Néerlandaise sans succès. Au sommet, Annemiek van Vleuten et Mara Abbott comptent vingt-deux secondes d'avance sur  Elisa Longo Borghini, Anna van der Breggen et Emma Johansson. Annemiek van Vleuten mène la descente et distance rapidement Mara Abbott qui se montre très prudente. Dans un virage, la Néerlandaise perd le contrôle de son vélo et tombe sur une des énormes bordures de béton longeant la route. Elle semble inanimée. Des nouvelles rassurantes quant à son état sont publiées dans la soirée : elle est consciente et n'a que de blessures légères. Dans le détail : elle souffre d'une commotion cérébrale et de micro-fracture dans trois vertèbres. Sur le contre-la-montre, Katrin Garfoot se classe neuvième.
À la Route de France, Tayler Wiles se classe deuxième du contre-la-montre de la quatrième étape à trente-trois secondes d'Amber Neben. Tayler Wiles remonte à la deuxième place du classement général derrière sa compatriot,. Elle lendemain, elle fait partie des meilleures dans cette étape montagneuse et termine vingt-cinq secondes derrière Amber Neben, vainqueur du jour. Elle est quatrième de la sixième étape, mais ne parvient pas à combler son retard. Elle est finalement deuxième de l'épreuve.

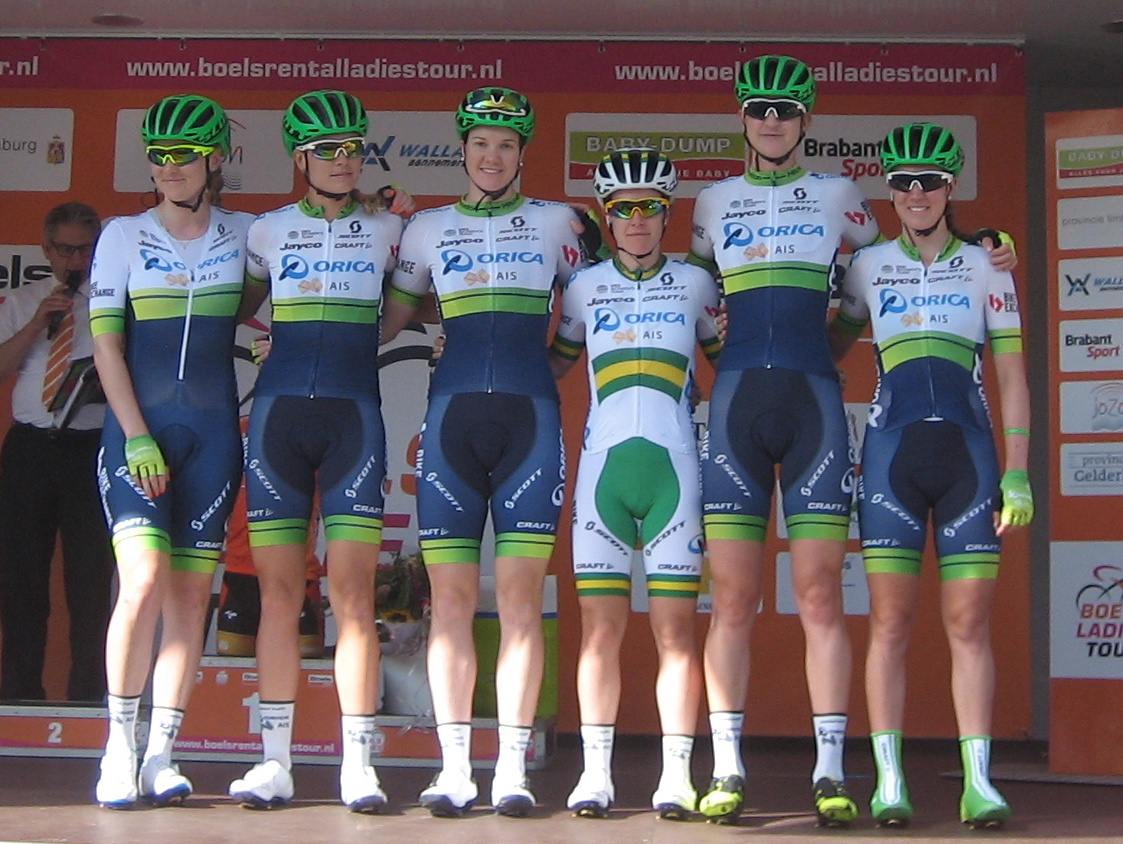
Au Boels Ladies Tour

Lors de l'Open de Suède Vårgårda, un groupe de neuf coureuses avec les principales équipes représentées part à mi-course. Il est constitué de : Emilia Fahlin, Amy Pieters, Chantal Blaak, Lotta Lepistö, Maria Giulia Confalonieri, Hannah Barnes, Amanda Spratt , Julia Soek et Shara Gillow. Même si l'avance de cette échappée ne dépasse jamais deux minutes, la poursuite ne s'organisant pas, elle se dispute la victoire. Emilia Fahlin anticipe le sprint et s'impose seule. Derrière Amanda Spratt est septième.

### Septembre

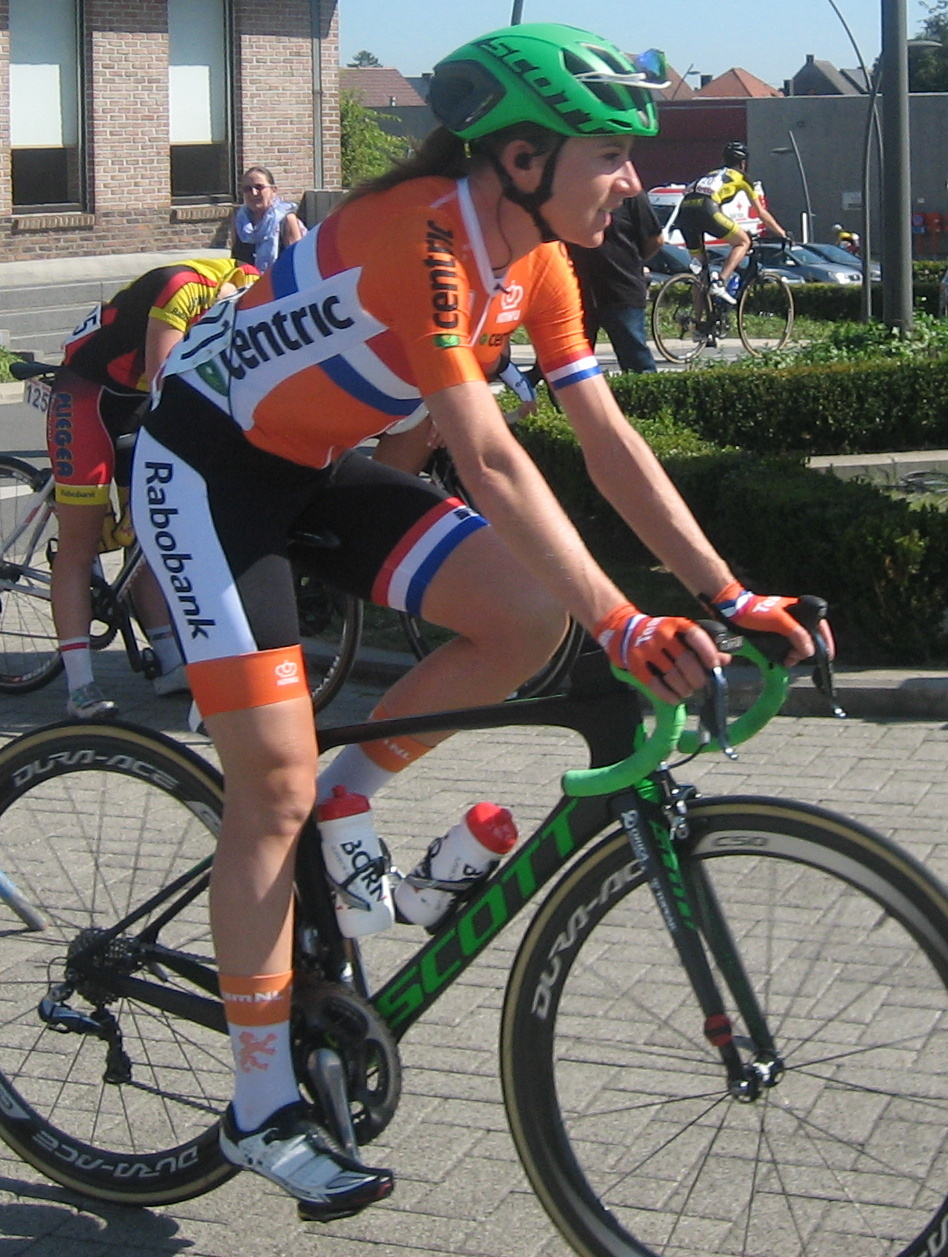
Annemiek van Vleuten sous le maillot de l'équipe des Pays-Bas au Tour de Belgique

Au Boels Ladies Tour, Loren Rowney se classe quatrième du sprint de la première étape. Lors de la quatrième étape, Sarah Roy s'échappe avec neuf autres coureuses. Elle gagne au sprint. Le lendemain, Loren Rowney est deuxième de l'étape, toujours au sprint. 
Au Tour de Belgique, Annemiek van Vleuten reprend la compétition sous le maillot de l'équipe nationale néerlandaise. Elle remporte le prologue prend ainsi le maillot doré,. Les deux étapes suivantes se concluent par des sprints massifs. Annemiek van Vleuten perd son maillot par le jeu des bonifications. Sur la dernière étape, dans la deuxième ascension du mur de Grammont, Elisa Longo Borghini part avec Annemiek van Vleuten. La Néerlandaise distance ensuite l'Italienne et remporte la dernière étape avec plus d'une minute d'avance et s'impose donc sur le classement général de l'épreuve,.
Mi-septembre, Katrin Garfoot ajoute le chrono champenois à son palmarès avec douze secondes d'avance sur Olga Zabelinskaya.

### Octobre
Aux championnats du monde, sur le contre-la-montre individuel, Katrin Garfoot est quatrième de chaque intermédiaire mais parvient à accélérer dans le final pour obtenir une médaille de bronze. Annemiek van Vleuten se classe à la cinquième place. Sur l'épreuve en ligne, Gracie Elvin, Loren Rowney et Sarah Roy prennent également le départ.

## Bilan de la saison

### Victoires

#### Sur route
| Date         | Course                                                              | Pays       | Classe | Vainqueur            |
| ------------ | ------------------------------------------------------------------- | ---------- | ------ | -------------------- |
| 7 janvier    | Championnat d'Australie du contre-la-montre                         | Australie  | CN     | Katrin Garfoot       |
| 10 janvier   | Championnat d'Australie sur route                                   | Australie  | CN     | Amanda Spratt        |
| 16 janvier   | 1re étape du Tour Down Under                                        | Australie  | 2.2    | Katrin Garfoot       |
| 18 janvier   | 3e étape du Tour Down Under                                         | Australie  | 2.2    | Lizzie Williams      |
| 19 janvier   | Tour Down Under                                                     | Australie  | 2.2    | Katrin Garfoot       |
| 30 janvier   | Cadel Evans Great Ocean Road Race                                   | Australie  | 1.2    | Amanda Spratt        |
| 3 février    | 2e étape du Tour du Qatar                                           | Qatar      | 2.1    | Katrin Garfoot       |
| 29 avril     | Prologue du Festival luxembourgeois du cyclisme féminin Elsy Jacobs | Luxembourg | 2.1    | Annemiek van Vleuten |
| 28 mai       | Grand Prix de Plumelec-Morbihan Dames                               | France     | 1.1    | Rachel Neylan        |
| 29 mai       | Gooik-Geraardsbergen-Gooik                                          | Belgique   | 1.1    | Gracie Elvin         |
| 12 juin      | 2e étape des Auensteiner-Radsporttage                               | Allemagne  | 2.2    | Annemiek van Vleuten |
| 22 juin      | Championnats des Pays-Bas du contre-la-montre                       | Pays-Bas   | CN     | Annemiek van Vleuten |
| 8 juillet    | 2e étape du Tour de Feminin - O cenu Ceskeho Svycarska              | Tchéquie   | 2.2    | Loren Rowney         |
| 20 juillet   | 6e étape du Tour de Thuringe                                        | Allemagne  | 2.1    | Amanda Spratt        |
| 2 septembre  | 4e étape du Boels Ladies Tour                                       | Pays-Bas   | 2.1    | Sarah Roy            |
| 6 septembre  | Prologue du Tour de Belgique                                        | Belgique   | 2.1    | Annemiek van Vleuten |
| 9 septembre  | 3e étape du Tour de Belgique                                        | Belgique   | 2.1    | Annemiek van Vleuten |
| 9 septembre  | Tour de Belgique                                                    | Belgique   | 2.1    | Annemiek van Vleuten |
| 11 septembre | Chrono champenois                                                   | France     | 1.1    | Katrin Garfoot       |

### Résultats sur les courses majeures

#### World Tour
| Date         | #  | Course                                   | Pays            | Meilleure classée    | Classement |
| ------------ | -- | ---------------------------------------- | --------------- | -------------------- | ---------- |
| 5 mars       | 1  | Strade Bianche                           | Italie          | Annemiek van Vleuten | 7e         |
| 12 mars      | 2  | Tour de Drenthe                          | Pays-Bas        | Gracie Elvin         | 2e         |
| 20 mars      | 3  | Trofeo Alfredo Binda-Comune di Cittiglio | Italie          | Annemiek van Vleuten | 8e         |
| 27 mars      | 4  | Gand-Wevelgem                            | Belgique        | Annemiek van Vleuten | 6e         |
| 3 avril      | 5  | Tour des Flandres                        | Belgique        | Annemiek van Vleuten | 7e         |
| 20 avril     | 6  | Flèche wallonne                          | Belgique        | Katrin Garfoot       | 8e         |
| 6-8 mai      | 7  | Tour de l'île de Chongming               | Chine           | -                    | -          |
| 19-22 mai    | 8  | Tour de Californie                       | États-Unis      | -                    | -          |
| 5 juin       | 9  | Philadelphia Cycling Classic             | États-Unis      | -                    | -          |
| 15-19 juin   | 10 | The Women's Tour                         | Grande-Bretagne | Amanda Spratt        | 5e         |
| 1-10 juillet | 11 | Tour d'Italie                            | Italie          | -                    | -          |
| 24 juillet   | 12 | La course by Le Tour de France           | France          | Sarah Roy            | 15e        |
| 6-8 mai      | 13 | RideLondon-Classique                     | Grande-Bretagne | Sarah Roy            | 17e        |
| 19 août      | 14 | Open de Suède Vårgårda TTT               | Suède           |                      |            |
| 21 août      | 15 | Open de Suède Vårgårda                   | Suède           | Amanda Spratt        | 7e         |
| 27 août      | 16 | Grand Prix de Plouay                     | France          | Katrin Garfoot       | 8e         |
| 11 septembre | 17 | La Madrid Challenge by La Vuelta         | Espagne         | Jessica Allen        | 14e        |

La formation est septième du classement par équipes. Annemiek van Vleuten est la mieux placée au classement individuel, à la vingt-troisième place.

#### Grand tour
| Grand tour            | Tour d'Italie |
| --------------------- | ------------- |
| Coureuse (classement) | -             |
| Accessits             | -             |

## Classement mondial
| Rang | Coureur              | Points |
| ---- | -------------------- | ------ |
| 13   | Annemiek van Vleuten | 676,75 |
| 17   | Katrin Garfoot       | 574,75 |
| 38   | Amanda Spratt        | 326    |
| 40   | Gracie Elvin         | 302,75 |
| 56   | Sarah Roy            | 21     |
| 68   | Rachel Neylan        | 168    |
| 72   | Tayler Wiles         | 150,75 |
| 179  | Lizzie Williams      | 41     |
| 195  | Loren Rowney         | 35     |
| 269  | Jessica Allen        | 15     |
| 661  | Jenelle Crooks       | 1      |

Orica-AIS est sixième au classement par équipes.